# Frimärksplanering
Frimärksplanering är en arkitekturterm som beskriver hur man i en existerande miljö infogar exempelvis en gata eller ett kvarter allteftersom behov uppstår. 
Denna planering var mycket typisk för 1800-talets byggande där man lade storskaliga byggnadsplaner samtidigt som man inte byggde alla husen samtidigt, utan ett kvarter i taget där tomterna ofta såldes till högstbjudande och bebyggdes av privata spekulanter. Servicen drogs ofta dit i efterhand så att hyresgäster till en början fick finna sig i att det kanske inte förekom någon brevutdelning eller fanns några framdragna avloppsledningar, med mera. Följden blev också, att ett hyreshus kunde hamna bredvid till exempel ett bryggeri beroende på vad byggherren ville uppföra på sin tomt. 
Efter andra världskriget har man övergått till skilda bostads- och industriområden som samplanerats så att det redan från början täcker den service som krävs i form av gator, avlopp, elledningar med mera. Under de senaste decennierna då bostadsbyggandet varit lägre än under 1960- och 1970-talen har man återgått till frimärksplanering när det gäller att i redan befintliga bostadsmiljöer bygga ett nytt hus på en tidigare obebyggd plan. Däremot är man strikt med att hålla vissa sorters verksamheter skilda från varandra. Ofta är det samma fastighetsägare till hela kvarteret och inte uppdelat på många olika.